# 분자 시계
분자 시계(分子時計)는 생체분자에서 일어나는 돌연변이의 발생 빈도를 사용하여 특정 생물 집단이 둘 이상의 집단으로 분화된 시점을 측정하는 기술을 시계에 빗대어 부르는 용어이다. 일반적으로 DNA 또는 RNA의 뉴클레오타이드 서열이나 단백질의 아미노산 서열의 차이를 두고 돌연변이 발생 빈도를 대입하면 분화 시점을 알 수 있다. 돌연변이 발생 빈도에 대한 추정은 연구마다 조금씩 다를 수 있는데, 보다 정확한 빈도를 알아내기 위해 화석과 같은 고생물학적 시료를 참조하기도 한다. 1962년 여러 동물의 헤모글로빈 단백질에 있는 변이를 대상으로 처음 시험되었고, 동일한 생물종 안에서 생긴 집단 사이의 분자 진화에서부터 종분화에 이르기까지 다양한 규모의 분화 시점을 추정하는 데 이용된다. 유전자 시계 또는 진화 시계라고도 한다.

## 개념의 성립과 발전
1962년 에밀 추커반들과 라이너스 폴링은 화석에서 발견된 헤모글로빈의 아미노산의 갯수가 시간의 흐름에 대해 비교적 선형적인 관계를 보이는 것을 발견하여 이른바 "분자 시계"의 개념을 제시하였다. 추커반들과 폴링은 이 관찰을 일반화하여 특정 단백질의 진화적 변화 속도가 대체적으로 일정하다고 주장하였다. 이들의 주장은 당시 분자 시계 가설이라고 불렸다.
1963년 이메뉴얼 마골리어시(Emanuel Margoliash)는 "임의의 두 종이 지닌 시토크롬c의 잔여 수량은 대부분 두 종이 공통조상에서 분기된 후 얼마의 시간이 흘렀는 지에 따른다. 이것이 맞다면, 모든 포유류와 어류 사이에서 나타나는 시토크롬c의 차이는 모든 조류와 어류 사이에서 나타나는 것과 동등하여야 한다. 어류에서 갈라져 형성된 포유류의 계통수와 조류의 계통수는 둘다 어류에 대비하여 유전적으로 같은 거리에 위치하여야 하기 때문이다."라고 하면서 이를 유전적 등거리라는 개념으로 제안하였다. 예를 들어 잉어의 시토크롬c와 개구리, 거북이, 닭, 토끼, 말의 시토크롬c의 차이는 13 % - 14 %로 매우 일정하다. 마찬가지로, 세균의 시토크롬c와 효모, 밀, 나방, 참치, 비둘기 및 말의 차이는 64 % - 69 % 사이이다. 즉 비교적 가까운 시기에 분화된 집단은 적은 차이를, 오래 전에 분화된 집단은 큰 차이를 보인다. 이 결과는 유전적 등거리에 있는 생물 집단의 분기 시점을 추정할 근거를 마련하였고 추커반들과 폴링의 아미노산 서열 분석과 함께 분자 시계의 토대가 되었다.
1967년 빈센트 새리치와 앨런 윌슨은 현대 영장류 사이에서 알부민 단백질을 이루는 분자의 차이가 조사한 모든 계통에서 거의 일정한 변화율을 보인다는 점을 증명하였다. 이 분석 결과를 진화에 대입하면 공통 조상에서 분화된 두 종 사이의 진화 속도 차이를 가늠할 수 있다. 즉 공통 조상에서 분화된 두 계통 가운데 하나의 변이가 다른 계통보다 빠르다면, 진화가 빠른 계통은 더 많은 돌연변이를 축적할 것이고 그 결과 이 둘의 공통조상보다 먼 다른 계통(외부 집단)과 비교할 때 더 많은 분자 차이를 보여야 한다. 반면에 느리게 진화하는 집단은 그 보다는 적은 분자 차이를 보일 것이다. 이를 상대 빈도 시험이라고 한다.
새리치와 윌슨은 현생 인류인 호모 사피엔스와 신세계 원숭이인 광비원류 사이의 알부민에 대한 면역학적 교차 반응이 침팬지와 광비원류 사이의 것과 오차 범위 내에서 같다는 점을 밝혔다. 진화의 계통에서 현생 인류와 침팬지는 비교적 가까운 시기에 분화되었고 광비원류는 그 보다 훨씬 먼 옛날에 분화되었기 때문에, 이 실험에서 현생 인류와 침팬지는 비교군이 되고 광비원류는 이 비교의 기준인 외부 집단이 된다. 즉, 현생인류와 침팬지는 광비원류를 포함한 공통 조상에서 분화된 이후 거의 동일한 속도로 진화를 겪었다. 새리치와 윌슨은 조사한 모든 영장류에서 동일한 결과를 확인했다. 이 연구는 생성 시기가 잘 알려져 있는 KT 경계(약 6천6백만년 전)를 기준으로 볼 때 그 보다 이전 시기에서 영장류 화석이 발견되지 않으므로 이를 근거로 한 돌연변이 발생 빈도 계산에 따른 현생 인류와 침팬지의 분화 시점은 약 4 - 6백만 년 전이라고 추정하였다. 물론 이 시점은 현생 인류가 아직 나타나지 않은 시기로 침팬지로 진화할 그룹과 인간으로 진화할 그룹이 분화된 시점을 뜻한다. 침팬지와 인간은 그 이후 독자적인 진화의 과정을 겪어 지금의 모습에 이르렀다.

## 중립 진화 이론과의 관계
애초에 분자 변이의 속도 관찰은 순전히 나타난 현상을 귀납한 것이었다. 나중에 기무라 모토가 중립 진화 이론을 제시하자 분자 시계의 이론적 토대가 마련되었다. 중립 진화 이론은 자연 선택의 압력을 받지 않는 순전히 확률적 사건으로도 진화가 진행될 수 있다는 이론이다. 중립 진화 이론은 돌연 변이가 계속하여 확률적으로 일어난 다는 점을 지적하였고, 특정 유전체에 나타나는 돌연변이가 유전자 재조합 없이 누적된다면 이를 근거로 계통수를 재구성할 수 있음을 보였다.
중립 진화 이론을 따르는 중립적 돌연변이는 정의에 의해 개체의 적합도에 영향을 주지 않는다. 일정 빈도로 이러한 돌연변이가 발생하면 한 번 발생한 돌연변이는 세대에서 세대로 계속 유전되기 때문에 분자 진화의 과정을 통해 전체 집단에서 일정한 비율을 차지하게 된다. 이 비율은 대립형질의 발현 빈도에 따라 오르락 내리락 하며 유지되지만, 병목 현상이나 창시자 효과와 같은 사건을 겪으면 이러한 변이는 고착될 수 있다. 결과적으로 한 개체에서 일어나는 중립적 돌연변이의 발생 빈도는 분자 시계의 "초침" 간격이 얼마인지를 결정하게 된다.

## 연대 추정
분자 시계는 오직 한 구간이 다른 구간에 비해 두 배 길다는 식으로만 말할 수 있고 그 구간의 구체적인 시기를 특정할 수는 없다. 바이러스나 고 DNA의 경우엔 진화적 시간척도를 사용하여 비교하는 두 염기 서열의 진화생물학적 시기를 추정할 수 있지만, 대부분의 다세포 생물에 대해서는 화석과 같은 독립적인 연대 측정이 가능한 기준을 도입하여 시기를 보정하여야 한다. 화석 데이터를 사용하여 분자 시계를 보정하는 일반적인 방법에는 노드 보정과 팁 보정의 두 가지가 있다.

### 노드 보정
어느 계통군의 잘 알려진 가장 오래된 화석이 있다면 이를 연대 추정의 보정 기준으로 사용할 수 있다. 화석은 단편적으로 발견되기 때문에 해당 계통군의 가장 최근의 공통 조상의 화석을 직접 발견하기란 매우 어렵다. 그러나 층서학에 따라 이미 지질 연대에 따른 생물의 발생 시기가 널리 알려져 있기 때문에 여기에 한 집단의 출생-사망 모델을 대입하면 그 계통군이 발생한 최대 하한과 최소 상한을 정할 수 있게 된다. 최대 하한이나 최소 상한을 대체하여 분기 시간의 사전 확률을 설정하여 분자 시계를 보정할 수 있다. 이렇게 보정되는 확률 분포는 정규 분포, 로그 정규분포, 지수분포, 감마 분포, 연속균등분포 등 여러 분포 곡선이 사용된다. 각각의 분포 곡선은 경험적인 사실에 비추어 선택되고 실제 화석의 연대를 참조하여 기준 연대를 정한다. 연대가 알려진 계통수에 보정된 노드를 배치하면 뎨통 전반에 걸친 연대를 추정할 수 있고, 이를 바탕으로 추정하고자 하는 집단의 발생 연대를 확률적으로 계산할 수 있다. 노드 보정에 의한 기존의 분자 시계 보정 방식은 단일한 화석만을 사용할 수 있다는 제약이 있었지만, BEAST나 r8s와 같은 현대 분석에서는 복수의 화석을 이용하여 분자 시계를 보정할 수 있다. 이 방법을 사용한 시뮬레이션 연구에서는 기준 화석의 수가 많을 수록 분자 시계의 연대 추정이 정확해진다.

### 팁 보정
팁 연대 측정이라고도 불리는 분자 시계의 팁 보정은 연대가 잘 알려진 화석의 분류군을 정리하여 계통수의 끝자락에 놓고 연대 추정을 보정하는 방법이다. 이를 위해서는 멸종군에서 현생군에 이르는 분류군 전체를 대상으로 데이터 세트를 만들고 알려진 연대를 기준 삼아 알고자 하는 연대를 추정한다. 노드 보정에서는 하나의 기준 화석의 연대를 근거로 연대를 측정하고자 하는 계통군의 발생 시기를 확률적으로 계산하지만, 팁 보정에서는 해당 계통수에 놓이는 다수의 화석을 동시에 기준삼아 연대를 추정한다. 노드 보정이 해당 계통군이 발생한 최대 하한을 정하기 위해 더 이상 같은 계통의 화석이 발견되지 않는 지점을 설정하는 부정적 방법이 필요한 반면, 팁 보정은 이와 같은 부정적 증거 해석이 필요하지 않다.

#### 모든 증거 연대 측정
아예 연대를 추정하고자 하는 계통군의 진화에 관계된 모든 화석을 데이터로 삼아 연대를 측정할 수도 있다. 이렇게 하면 계통의 발생에 따라 화석을 배치하고 그 화석의 형태와 발생 위치까지 고려하여 계통수를 재구성할 수 있다. 다중의 계통수 발생 위치에 대한 연대를 함께 기준으로 삼기 때문에 자칫 연구 과정에서 생길 수 있는 편향을 배재할 수 있다. 모든 증거를 사용하는 연대 측정은 앞서 말한 노드 보정이나 팁 보정을 함께 사용하여 더욱 정확성을 높일 수 있다. 현대의 분자 시계 보정은 이렇게 다중의 방식을 함께 사용하여 측정간 정합성을 유지하도록 개선되었다. 오늘날 분자 시계 보정에는 화석의 출생-사망 모델이 함께 사용된다. 출생-사망 모델은 화석에서 현생군의 "표본 조상"을 상정하는 것을 허용한다는 점에서 참신하다. 이 방식을 따르면 화석과 현생 생물이 하나의 계통수에 놓일 수 있다.

### 베이즈 추론
연대 측정에 사용되는 계통군의 데이터가 방대할 경우 분기 시점의 추정에 베이즈 추론과 같은 방법이 동원된다. 베이즈 추론은 알려져 있는 사전 확률을 근거로 추정하고자 하는 대상의 사후 확률을 계산한다. 분자 시계의 연대 측정에서 베이즈 추론은 보다 적절한 추정치를 제공할 수 있다.

## 비율이 일정하지 않은 분자 시계

이 계통수는 해장죽족((Arundinarieae)과 대나무족(Bambuseae)이 세대 주기가 길고 돌연변이 비율이 낮은 데 반해 올리라족(Olyreae)은 세대 주기가 짧고 돌연변이 비율도 크다는 것을 보여준다.

유전체의 염기서열이 변이를 일으키는 비율은 위치에 따라 다르게 분포할 수 있다. 세균, 포유류, 무척추 동물, 식물 등에서 DNA 염기서열의 부적 선택(Negative selection)은 일반적으로 백만년 당 0.7–0.8 %의 변이 비율을 보이지만, 유전체 가운데 rRNA의 부호화를 담당하는 부분은 높은 수준의 부적 선택이나 정제 선택을 경험하면 다른 부분과 달리 5천만년 당 1%에 불과한 변이 비율을 보인다. 부적 선택은 DNA 염기 서열의 제거와 같은 방식으로 선택에 불리한 유전자가 사라지는 방식의 자연 선택이다. 정제 선택은 여기에 더해 유리한 기능만이 남아 정제되는 과정을 의미한다. 부적 선택의 대표적 사례는 회충과 같은 기생충이 선조가 가지고 있던 기능을 버리고 장내 생활에 적응한 것이 있다. 이 역시 진화의 일종으로 퇴화라는 표현은 오해의 소지가 있다.
한 생물군의 유전체 내의 위치에 따른 차이뿐만 아니라 계통군 사이에도 변이 발생 비율에 차이가 있다. 1990년대 초부터 진행된 연구는 종마다 분자 시계의 작동 간격이 다르다는 풍부한 사례를 모았다. 흉내지빠귀는 비교적 짧은 시간에 분화하여 분자 시계가 빠르게 돌아가고 반대로 슴새목 새들의 분자 시계는 다른 새들 보다 절반의 속도로 돌아간다. 이러한 차이는 자손을 남길 수 있는 세대의 기간 차이 때문에 생긴다. 대부분 몇 개월에서 1년에 불과한 세대 주기를 갖는 소형 포유류에 비해 매우 긴 세대 주기를 갖는 거북이들의 분자 시계는 1/8 속도로 작동한다. 한편, 측정하는 집단의 크기가 작으면 분자 시계의 추정에 혼선이 올 수 있다. 프란시스코 아얄라와 같은 학자들은 분자 시계 가설 자체에 의문을 제기하였다. 아얄라는 1999년 다음의 5개의 요소가 결합하여 분자 시계 추정을 제약한다고 밝혔다.
- 세대 시간 변화: 새로운 돌연변이의 비율이 햇수 보다는 최소한 부분적으로 세대 수에 더 연관이 있을 경우(세대 주기가 짧으면 더 많은 돌연변이 비율을 보이게 된다.)
- 개체수 크기: 유전자 부동에 따른 대립형질 고착은 개체수가 적을 때 더 강하게 나타나무로 다수의 돌연변이의 효과가 중립적임.
- 종별 차이: 종 마다 물질대사 메커니즘, 생태적 지위, 진화의 과정이 서로 달라 일률적으로 돌연변이 비율을 가정하기 힘듦.
- 단백질 기능의 변화: 유전자가 슈도진과 같은 비암호화 DNA가 되어 더 이상 유전자 발현에 관여할 수 없게 되면 계통군 내의 다른 밀접한 집단과 다른 형태의 돌연변이 비율을 보일 수 있음.
- 자연 선택 강도의 변화: 기존에 중립적이었던 형질도 환경이 변화하여 자연 선택의 압력이 강해지거나, 거꾸로 자연 선택의 압력을 받던 형질이 중립적으로 변화할 수 있음. 이 경우 특정 돌연 변이를 가진 집단의 수가 급격히 늘거나 줄어들게 되어 점진적이고 선형적인 비율을 전제로 하는 분자 시계 측정과 맞지 않게 됨.

아얄라의 비판에 대응하기 위해 분자 시계를 옹호하는 연구자들은 사용자는 최대가능도와 베이즈 통계를 포함한 여러 통계적 접근 방식을 사용하여 해결 방법을 개발하였다. 특히 계통군 사이의 돌연변이 속도 변동을 고려한 모델을 제안하여 보다 나은 추정치를 얻고자 하였다. 이 모델은 기존의 "엄격한" 분자 시계와 조세프 펠센스타인이 제시하였던 다 속도 모델의 중간에 위치하여 계통수에 MCMC를 이용한 가중치를 부여한다. 이는 애초의 유전적 등거리 개념을 수정한 것이어서 완화된 분자 시계라고 한다. 분자 시계를 사용한 연대 추정은 직접적인 증거가 아니라 통계적 추론을 통한 간접 증거라는 것을 유념하여야 한다. 따라서 분자 시계를 이용한 어떤 생물의 생존 시기 추정은 신뢰 수준과 함께 최대 하한에서 최소 상한 사이의 범위로 표현된다.
분자 시계는 매우 짧은 시간 척도와 아주 긴 시간 척도 양쪽에서 정확한 측정에 어려움을 겪는다. 아주 긴 시간 척도에서는 돌연변이 포화 현상이 발생한다. 유전체의 특정 구간에서 아주 오랜 시간에 걸쳐 돌연변이가 반복되면 결국 너무 많은 돌연변이로 뒤덮이고 특정 돌연변이의 시기를 추정하는 것이 어려워 진다. 따라서 실제 계통 분화가 일어났더라도 분자 시계는 이를 감지 하지 못할 수 있다.
매우 짧은 시간 척도에서는 하나의 집단 안에 있는 수 많은 대립유전자들이 분화의 시작으로 오인될 수 있다. 실제로는 공통 조상 시기부터 존재하였던 많은 대립형질이 고착되지 않고 유전되기 때문에 계통이 분화되었더라도 양쪽 모두 같은 대립형질을 가질 수 있다. 이 대립형질을 서로 다른 집단으로 분화하는 돌연변이로 간주하면 실제 일어난 집단의 분화보다 훨씬 극적인 분화 인플레이션이 일어난 것으로 오인하게 된다.

## 용도
분자 시계는 무엇보다 현존하는 어떤 생물 집단의 발생 시기를 추정하고자 고안되었다. 분자 시계는 화석이 남아 있지 않아 직접 연대 측정을 하기 어려운 계통군의 분기 시점을 추정하는 데 유용하다. 그러나 앞서 밝힌 어려움 때문에 분자 시계의 측정 값은 통계적인 추정치일 뿐으로 실제 발생한 연대와는 차이가 날 수 밖에 없다. 어떤 경우엔 50% 이상의 차이를 보일 수도 있다. 이러한 어려움을 해결하기 위해 신뢰 수준을 높게 설정하면 추정 기간이 커지게 된다. 예를 들어 Y염색체 아담의 생존 시기는 대개 33만8천년 전 식으로 알려져 있지만, 실제 추정 값은 2013년 연구의 경우 95% 신뢰 수준에서 23만7천년 전에서 58만1천년 전 사이이다. 33만8천년전이라는 표현은 통계 모델의 최대 빈도 값으로 이 통계적 추정을 대표한 것일 뿐이다. 이 추정에서도 최대 하한과 최소 상한의 차이가 50%에 근접하는 것을 유념할 필요가 있다.

## 같이 보기
- 찰스 다윈
- 미토콘드리아 이브와 Y 염색체 아담
- 분자 진화
- 중립 진화 이론

## 참고 문헌
- Morgan, G.J. (1998). “Emile Zuckerkandl, Linus Pauling, and the Molecular Evolutionary Clock, 1959–1965”. 《Journal of the History of Biology》 31 (2): 155–178. doi:10.1023/A:1004394418084. PMID 11620303. S2CID 5660841.
- Zuckerkandl, E.; Pauling, L.B. (1965). 〈Evolutionary divergence and convergence in proteins〉.   Bryson, V.; Vogel, H.J. 《Evolving Genes and Proteins》. Academic Press, New York. 97–166쪽.
- San Mauro, D.; Agorreta, A. (2010). “Molecular systematics: a synthesis of the common methods and the state of knowledge”. 《Cellular & Molecular Biology Letters》 15 (2): 311–341. doi:10.2478/s11658-010-0010-8. PMC 6275913. PMID 20213503.